# Wilhelm Meußdoerffer (Brauer, 1858)
Wilhelm Meußdoerffer (* 12. November 1858 in Kulmbach; † 4. Dezember 1931 ebenda) war ein deutscher Unternehmer und Politiker. Er war von 1893 bis 1918 Mitglied der Bayerischen Abgeordnetenkammer.

## Leben
Die Familie Meußdoerffer war zum Zeitpunkt der Geburt von Wilhelm Meußdoerffer bereits seit über 500 Jahren in Kulmbach ansässig. Sein Vater war der Unternehmer Johann Georg Meußdoerffer, seine Mutter Christiane, geb. Tyrold.
Meußdoerffer besuchte zunächst die Volksschule Kulmbach, von 1868 bis 1870 die Lateinschule in Kulmbach und im Anschluss die Handelsabteilung der Gewerbeschule in Bayreuth. Danach erlernte er in Nürnberg von 1873 bis 1876 den Beruf des Kaufmanns. 1876 begann er seinen Wehrdienst als Einjährig-Freiwilliger beim 7. Infanterieregiment in Bayreuth. Bis 1899 blieb er beim Militär, dann nahm er seinen Abschied als Hauptmann der Landwehr.

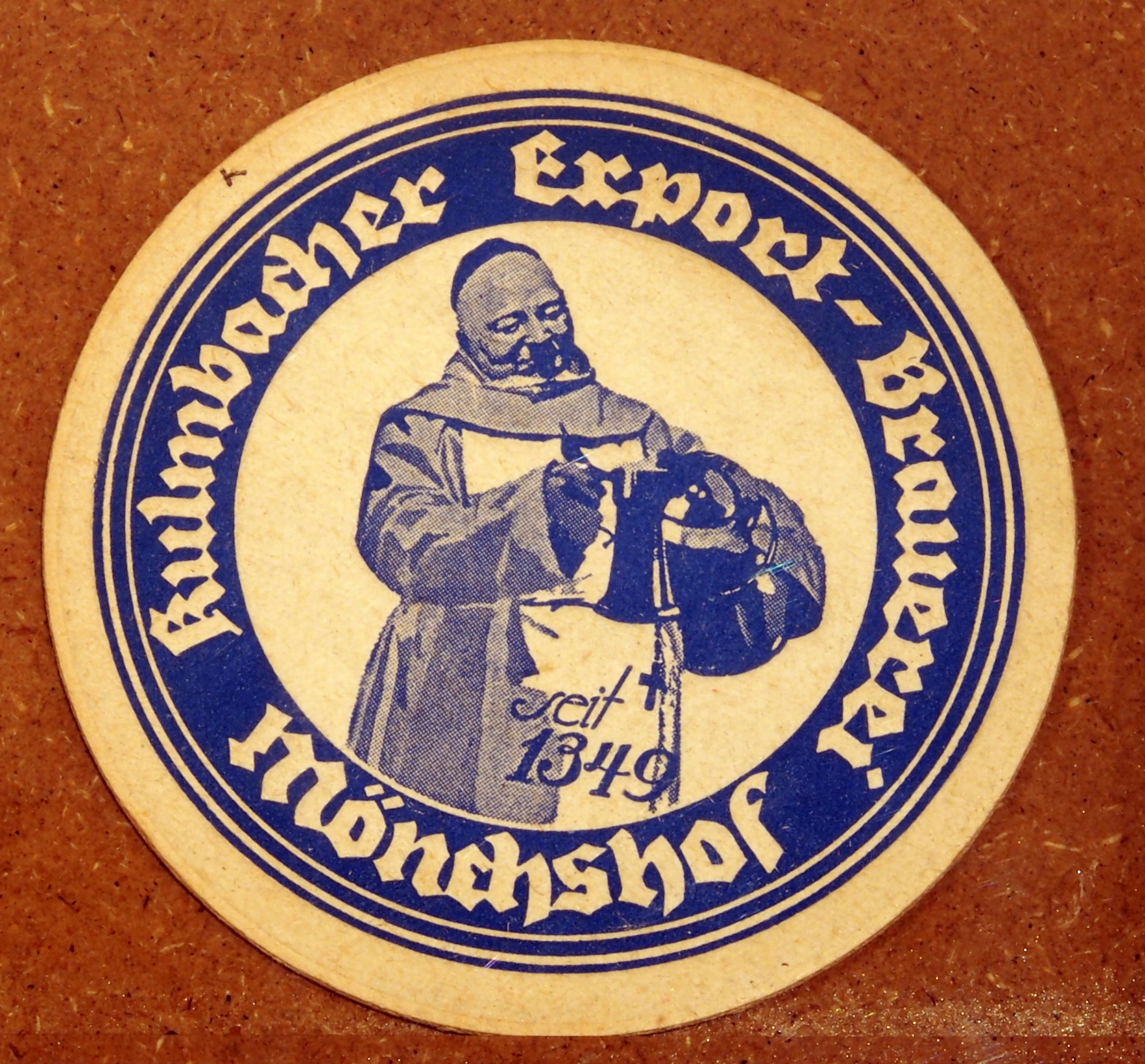

1877 trat Meußdoerffer in das Unternehmen seines Vaters ein und übernahm im Folgejahr als 20-Jähriger die Malzfabrik, da sein Vater früh verstorben war. Zusammen mit seinem jüngeren Bruder errichtete er in Kulmbach drei neue Malzfabriken. Er wurde Vorstandsmitglied und Mitbesitzer der Ersten Kulmbacher Mälzereigesellschaft (vorher J. G. Meußdoerffers Söhne G. m. b. H.) und persönlich haftender Gesellschafter der Firma Meußdoerffer Kommanditgesellschaft Ceres in Kulmbach. Außerdem war er Aufsichtsratsvorsitzender der Kulmbacher Export-Brauerei Mönchshof A.-G. und saß im Aufsichtsrat der Baumwollspinnereien Kolbermoor, Pfersee, Unterhausen und Zöschlingsweiler.
Meußdoerffer nahm verschiedene Ämter in der Gemeinde Kulmbach ein. So war er rund 25 Jahre lang Gemeindebevollmächtigter und Magistratsrat sowie Vorsitzender des Aufsichtsrats des Gewerbe- und Vorschußvereins und Vorsitzender des Handelsgremiums Kulmbach. Im Juni 1893 wurde er für den Wahlkreis Kulmbach mit drei weiteren liberalen Abgeordneten in den Landtag gewählt. Bis 1918 gehörte er der Kammer der Abgeordneten, dem Bayerischen Parlament, an.
Meußdoerffer unternahm volkswirtschaftliche Studienreisen nach Nordamerika (1893, 1910), Spanien (1903) und Kleinasien (1907). Er war verheiratet mit Elise, geb. Vollrath. Aus der Ehe gingen drei Töchter und zwei Söhne hervor. Ihr ältestes Kind war der spätere Fabrikbesitzer Eduard Meußdoerffer.

## Auszeichnungen
- 1927: Ehrenbürger von Kulmbach
- Verdienstorden vom Heiligen Michael IV. Klasse mit Krone
- Prinzregent-Luitpold-Medaille in Bronze
- Titel Geheimer Kommerzienrat